# Festival de Cannes 2014
Festival de Cannes 2014 foi a sexagésima sétima edição do Festival de Cinema de Cannes, realizada de 14 a 25 de maio de 2014. A cineasta neozelandesa Jane Campion foi escolhida a presidente do júri para a competição principal da cerimônia. A Palma de Ouro foi atribuída ao filme turco Kış Uykusu, dirigido por Nuri Bilge Ceylan.
O festival foi aberto com Grace of Monaco, dirigido por Olivier Dahan e estrelado por Nicole Kidman, a qual interpretou a atriz Grace Kelly. A versão restaurada em 4K Per un pugno di dollari (1964), de Sergio Leone, foi o filme de encerramento. Devido às eleições para o Parlamento Europeu, ocorridas em 25 de maio de 2014, o vencedor da Palma de Ouro foi anunciado em 24 de maio, e a obra cinematográfica vencedora no Un certain regard foi anunciada em 23 de maio. O cartaz do festival homenageia o ator italiano Marcello Mastroianni, protagonista do filme 8½ (1963), de Federico Fellini, que foi apresentado no Festival de Cannes 1963.
A seleção oficial de filmes para o festival de 2014, incluindo o line-up para a competição principal, foi anunciada em 17 de abril de 2014. O ator francês Lambert Wilson sediou as cerimônias de abertura e encerramento.

## Comissão jurídica

### Longas-metragens
- Jane Campion, cineasta neozelandesa(Presidente)[14]
- Carole Bouquet, atriz francesa
- Gael García Bernal, ator e cineasta mexicano
- Jeon Do-yeon, atriz sul-coreana
- Jia Zhangke, cineasta chinês
- Leila Hatami, atriz iraniana
- Nicolas Winding Refn, cineasta dinamarquês
- Sofia Coppola, cineasta estadunidense
- Willem Dafoe, ator estadunidense

### Un Certain Regard
- Pablo Trapero, cineasta argentino(Presidente)[15]
- Peter Becker, presidente da Criterion Collection
- Maria Bonnevie, atriz sueca
- Géraldine Pailhas, atriz francesa
- Moussa Touré, cineasta senegalense

## Prêmios

### Seleção oficial
Em Competição
- Palme d'Or – Winter Sleep por Nuri Bilge Ceylan
- Grand Prix – The Wonders por Alice Rohrwacher
- Melhor Diretor – Bennett Miller por Foxcatcher
- Melhor Roteiro – Andrey Zvyagintsev e Oleg Negin por Leviatã
- Melhor Atriz – Julianne Moore por Maps to the Stars
- Melhor Ator – Timothy Spall por Turner
- Prêmio do júri – Mommy por Xavier Dolan e Goodbye to Language por Jean-Luc Godard

Un Certain Regard
- White God por Kornél Mundruczó
- Prêmio do Júri – Força Maior por Ruben Östlund
- Prêmio Especial – O Sal da Terra, por Wim Wenders e Juliano Ribeiro Salgado
- Ensemble Prize – Elenco de Party Girl
- Prêmio de Melhor Ator – David Gulpilil por Charlie's Country